# Askiz
Askiz (in russo Аскиз?) è una località della Repubblica Autonoma della Hakassia, nella Siberia occidentale e si trova sulla strada Abakan-Ak-Dovurak a 93 km dalla capitale Abakan. L'insediamento venne fondato nel 1771 ed è il capoluogo dell'Askizskij rajon.